# Enpi
Enpi (japonsky 燕飛), v literatuře také hojně a nesprávně nazývaná Empi, je karate kata stylu Šótókan Rjú, která je cvičena také jinými styly karate. Enpi znamená v překladu "letící vlaštovka" (zatímco Empi je úder loktem, který se v této katě nevyskytuje).

## Vývoj kata
Enpi pochází z Okinawského bojového umění Tomari-te a objevuje se poprvé kolem roku 1683. Původní název katy je Wanšu, ale kata byla přejmenována Gičinem Funakošim ve 20. letech 20. stol. Důvodem bylo mistrovo přestěhování do Japonska a snaha o zalíbení se Japoncům, kteří byli v té době silně nacionalističtí. Je faktem, že Gičin Funakoši změnil mnoho názvů kat se stejným záměrem. Nejrozšířenější teorie vzniku katy říká, že Sappushi Wang Ji, představitel z čínské provincie Xiuning, šířil tuto katu, když sloužil na Okinawě. Legenda praví, že Wang Ji měl ve zvyku se vrhat a skákat na své protivníky. Pro jeho dynamický styl boje a i styl jakým je tato kata cvičena, připomíná kata let vlaštovky.
Jiná teorie tvrdí, že Enpi je výsledkem interakce mezi tzv. "36 čínskými rodinami", které imigrovaly na ostrov v druhé polovině 14. století.
Další teorie má za to, že kata je založena na technikách boje s mečem Sasaki Kojira, protože jeho styl boje také připomíná let vlaštovky.

## Způsob cvičení
Kata je velmi dynamická, má se cvičit "zlehka" a extrémně rychle - dynamicky, ne tvrdě jako například "Bassai Dai". Typické pro ni je rychlé střídání pásem útoku - dolní (gedan), střední pásmo (čúdan) a horní pásmo (džódan).

## Použité techniky

### Postoje
- Zenkucu-dači
- Kiba-dači
- Fudo-dači
- Kosa-dači
- Kokucu-dači

### Údery
- Age-cuki
- Tekubi-uči
- Kagi-cuki
- Ren-cuki

### Bloky
- Gedan-barai
- Šutó-uke
- Uči-uke
- Kumade-uke

### Kopy
- Hiza-geri